# Anhimella quadristigma
Anhimella quadristigma là một loài bướm đêm trong họ Noctuidae.